# Олена Вальдек-Пірмонтська (1899–1948)
Олена Вальдек-Пірмонтська, повне ім'я Олена Батільда Шарлотта Марія Фредеріка Вальдек-Пірмонтська (нім. Helene Bathildis Charlotte Maria Friederike zu Waldeck und Pyrmont, 22 грудня 1899 — 18 лютого 1948) — принцеса Вальдек-Пірмонтська, донька князя Вальдек-Пірмонту Фрідріха та принцеси Батільди Шаумбург-Ліппської, дружина титулярного великого герцога Ольденбурзького Ніколауса.

## Життєпис
Олена народилась 22 грудня 1899 року в Арользені. Вона була третьою дитиною та єдиною донькою в родині правлячого князя Вальдек-Пірмонту Фрідріха та його дружини Батільди Шаумбург-Ліппської. Своє ім'я новонароджена отримала на честь тітки з батьківського боку, Олени Вальдек-Пірмонтської, яка стала дружиною принца Великої Британії Леопольда, третього сина королеви Вікторії.
Мала старших братів Йозіаса та Максиміліана, згодом народився молодший — Георг Вільгельм.
У 21-річному віці Олена пошлюбилася із 24-річним принцом Ольденбурзьким Ніколаусом. Весілля відбулося 26 жовтня 1921 року в Арользені. У подружжя народилося дев'ятеро дітей.
1931 року її чоловік успадкував титул великого герцога Ольденбургу.
18 лютого 1948 року принцеса пішла з життя у Растеде.

## Родина
Чоловік — Ніколаус, принц Ольденбурзький
Діти:
- Антон-Гюнтер (1923—2014) — титулярний великий герцог Ольденбургу від 1970, одружений з Амелі Льовенштайн-Вертхайм-Фроденберг, має сина та доньку;
- Рікса (1924—1939) — померла у віці 15 років;
- Петер (1926—2016) — одружений з Гертрудою Льовенштайн-Вертхайм-Фроденберг, має четверо дітей;
- Ейліка (1928—2016) — дружина князя Еміха Лейнінгенського, мала четверо дітей;
- Егільмар (1934—2013)
- Фрідріх Август (1936—2017) — був одружений з Марією Сесилією Прусською, зараз перебуває у шлюбі з графинею Донатою Кастелл-Рюденхаузен, має сина та двох доньок від першого шлюбу;
- Альтбурга (нар. 1938) — дружина барона Альфреда фон Ерффа, має п'ятьох синів;
- Гуно (нар. 1940) — одружений з графинею Феліцією-Анітою Шверін фон Кросіґ, має двох доньок;
- Йоганн (нар. 1940) — одружений з графінею Ілкою фон Ортенбург, має трьох дітей.